# Richtlinie 90/679/EWG
Die Richtlinie 90/679/EWG ist eine Europäische Richtlinie, die als die Siebte Einzelrichtlinie zur Richtlinie 89/391/EWG (Arbeitsschutz-Rahmenrichtlinie) die Mindestanforderungen zum Schutz gegenüber biologischen Arbeitsstoffen ergänzte. Aufgrund der mehrfachen und erheblichen Änderungen an dieser Richtlinie beschloss die EU, sie zu kodifizieren und aufzuheben und durch die Richtlinie 2000/54/EG zu ersetzen.

## Aufbau der Richtlinie 90/679/EWG
- ABSCHNITT I ALLGEMEINE BESTIMMUNGEN
  - Artikel 1 Ziel der Richtlinie
  - Artikel 2 Definitionen
  - Artikel 3 Anwendungsbereich – Ermittlung und Abschätzung der Risiken
  - Artikel 4 Anwendung der einzelnen Artikel im Zusammenhang mit der Risikoabschätzung
- ABSCHNITT II PFLICHTEN DER ARBEITGEBER
  - Artikel 5 Ersetzung
  - Artikel 6 Verringerung der Risiken
  - Artikel 7 Unterrichtung der zuständigen Behörde
  - Artikel 8 Hygienemaßnahmen und individuelle Schutzmaßnahmen
  - Artikel 9 Unterrichtung und Unterweisung der Arbeitnehmer
  - Artikel 10 Unterrichtung der Arbeitnehmer in besonderen Fällen
  - Artikel 11 Führung eines Verzeichnisses exponierter Arbeitnehmer
  - Artikel 12 Anhörung und Mitwirkung der Arbeitnehmer
  - Artikel 13 Anmeldung bei der zuständigen Behörde
- ABSCHNITT III VERSCHIEDENE BESTIMMUNGEN
  - Artikel 14 Gesundheitsüberwachung
  - Artikel 15 Human- und veterinärmedizinische Gesundheitseinrichtungen mit Ausnahme von Untersuchungslaboratorien
  - Artikel 16 Besondere Maßnahmen für industrielle Verfahren, Laboratorien und Tierhaltungsräume
  - Artikel 17 Datenauswertung
  - Artikel 18 Einstufung der biologischen Arbeitsstoffe
  - Artikel 19 Anhänge
  - Artikel 20 Schlußbestimmungen
  - Artikel 21
- ANHANG I INFORMATORISCHE LISTE DER TÄTIGKEITEN (Artikel 4 Absatz 2)
- ANHANG II SYMBOL FÜR BIOGEFÄHRDUNG (Artikel 6 Absatz 2 Buchstabe e))
- ANHANG III GEMEINSCHAFTLICHE EINSTUFUNG (Artikel 18 und Artikel 2 Buchstabe d))
- ANHANG IV PRAKTISCHE EMPFEHLUNGEN FÜR DIE GESUNDHEITSÜBERWACHUNG VON ARBEITNEHMERN (Artikel 14 Absatz 8)
- ANHANG V ANGABEN ZU DEN SICHERHEITSMASSNAHMEN UND SICHERHEITSSTUFEN (Artikel 15 Absatz 3 und Artikel 16 Absatz 1 Buchstaben a) und b))
- ANHANG VI SICHERHEITSMASSNAHMEN FÜR INDUSTRIELLE VERFAHREN (Artikel 4 Absatz 1 und Artikel 16 Absatz 2 Buchstabe a))